# Moshe Dayan
Moshe Dayan (født 20. maj 1915, død 16. oktober 1981), var en israelsk militær leder og politiker. Han var i perioden 1953-58 den fjerde leder for det israelske forsvar, Israel Defense Forces (IDF). Efter Seksdageskrigen blev Moshe Dayan verdenskendt for sin ubøjelige sejrsvilje. På hebraisk betyder hans navn "Dommeren Moses".

## Tidlige liv
Moshe Dayan blev født i kibbutz Deganya Alef ved Genesaret sø (Yam Kinneret), og han voksede op i Moshav Nahalal. Hans forældre var Shmuel og Devorah (begge ukrainskfødte). Han var det andet barn - efter Gideon Baratz (1913-1988) - der blev født i den nyligt oprettede kibbutz.

## Militære karriere
Som 14-årig trådte Moshe Dayan ind i Haganah og lærte her guerillateknik af den engelske pro-zionistiske kaptajn Orde Wingate. Under de arabiske optøjer i perioden 1936-39 var han i en politienhed i Jezreeldalen (Emeq Yizre'el) og Galilæa (Ha'Galil). Da briterne i 1939 forbød Haganah, blev Moshe Dayan arresteret sammen med 42 af sine venner og ført til det engelske fængsel i Akko, hvor flere jøder blev henrettet af englænderne.
To år senere, i 1941, blev han løsladt, hvorefter han trådte ind i den britiske hær (den australske 7. infanteridivision) og var med til at befri Libanon og Syrien for franske Vichytropper. Han blev såret i et slag, hvor han mistede det ene øje, og herefter brugte han den berømte sorte klap for øjet. For hans deltagelse i disse kampe blev han tildelt ordenen Distinguished Service Order, en af det britiske imperiums højeste militære udmærkelser. Han fortsatte med at være aktiv i Haganah indtil 1948.
Under Uafhængighedskrigen ledede Moshe Dayan først de jødiske styrker i Jordandalen, senere var han leder for bataljonen ved Lod og fra august 1948 leder af fronten ved Jerusalem. Efter krigens afslutning i 1949 deltog han i våbenhvileforhandlingerne med Jordan (Transjordanien). Efterhånden steg han i graderne og var i perioden december 1953 til januar 1958 øverstbefalende for det israelske forsvar. I oktober 1956 var han generalstabschef under Suez-krigen, som han ledede med stor succes. Han forlod hæren i 1958.

## Politiske karriere
I 1959, et halvt år efter at han forlod hæren, blev han valgt ind i Knesset for Mapai (et zionistisk-socialistisk arbejderparti) og blev landbrugsminister under David Ben-Gurion. Dette var han indtil oktober 1964, hvor han forlod regeringen efter en uenighed med premierministeren. Året efter blev han valgt ind i Knesset for et nyt politisk parti, Rafi, og blev forsvarsminister. Han blev Seksdageskrigens helt i juni 1967, forhandlede våbenhvileaftalen med Syrien, og efter Israels sejr var han samtidig den ansvarlig for Vestbredden og Gazastriben. Han fortsatte som forsvarsminister og fik som andre ministre og ledende militærpersoner kritik af sin indsats under Yom Kippur-krigen i oktober 1973. Som en følge heraf trak han sig tilbage som forsvarsminister i 1974.
Moshe Dayan blev genvalgt til Knesset i 1977 som medlem af Labor (arbejderpartiet), men blev udenrigsminister i Menachem Begins Likudregering 1977-1980. Hans vigtigste opgave blev de historiske fredsforhandlinger med Egypten, der begyndte i maj 1977 og sluttede med Camp David-fredsaftalen, der blev underskrevet i maj 1978. Han trak sig tilbage fra udenrigsministerposten omkring 1979/1980, da han var uenig i Menachem Begins politik angående Vestbredden, Gazastriben og forhandlingerne med palæstinenserne. I 1981 grundlagde han partiet Telem, som stod for ensidig tilbagetrækning og separation fra Gazastriben og Vestbredden. Partiet opnåede kun to pladser i Knesset ved det efterfølgende valg.

## Død og eftermæle
I maj 1979 fik Moshe Dayan konstateret kræft, og han døde i oktober 1981. Han blev begravet i Moshav Nahalal.
Mange israelere opfatter Moshe Dayan som en af Israels største militære helte og en stor politisk leder. Han var visionær med hensyn til forhandlinger med de arabiske lande og palæstinenserne. Han har udgivet fire bøger med sine erindringer og politiske emner. Hans datter, Yael Dayan, der selv var politiker, har også udgivet en selvbiografisk bog om Moshe Dayan, Min far, hans datter (udgivet på dansk på Samlerens Forlag). Ud over datteren Yael Dayan havde Moshe Dayan to sønner, Assi Dayan (1945 - 2014), som var filminstruktør og skuespiller og forfatteren Ehud Dayan.

## Trivia
Moshe Dayans sorte øjeklap blev i 2005 sat til auktion på eBay og solgt for US $75,000.